# Белорусија на Светском првенству у атлетици на отвореном 2015.
Белорусија је на Светском првенству у атлетици на отвореном 2015. одржаном у Пекингу од 22 до 30. августа, учествовала дванаести, односно учествовала је на свим првенствима од стицања независности до данас. Репрезентацију Белорусије представљало је 18 такмичара (7 мушкараца и 11 жена) у 11 атлетских дисциплине (4 мушке и 7 женских).,
На овом првенству Белорусија је освојила две медаље, једну златну и једну бронзану. Поред тога оборена је један национални и два лична рекорда и остварена су два најбоља лична резултата сезоне. Овим успехом Белоруска атлетска репрезентација је у укупном пласману рангирана на 14. место од укупно 207 земаља учеснице. У табели успешности према броју и пласману такмичара који су учествовали у финалним такмичењима (првих 8 такмичара) Белорусија је са 5 учесника у финалу била 17 са 20 бодова.
| Плас. | Земља      | 1. место | 2. место | 3. место | 4. место | 5. место | 6. место | 7. место | 8. место | Бр. финал. | Бод. |
| ----- | ---------- | -------- | -------- | -------- | -------- | -------- | -------- | -------- | -------- | ---------- | ---- |
| 17.   | Белорусија | 1        | 0        | 1        | 0        | 0        | 1        | 1        | 1        | 5          | 20   |

## Учесници
| Мушкарци: - Александар Линик — 400 м - Dzianis Simanovich — 20 км ходање - Александар Љахович — 20 км ходање - Константин Боричевски — Скок удаљ - Иван Тихон — Бацање кладива - Јуриј Шајонов — Бацање кладива - Павел Борејша — Бацање кладива | Жене: - Марина Арзамасава — 800 м - Алина Талај — 100 м препоне - Светлана Куџелич — 3.000 м препреке - Настасија Мирончук-Иванова — Скок удаљ - Волга Сударава — Скок удаљ - Наталија Михневич — Бацање кугле - Алиона Дубицка — Бацање кугле - Јулија Леанцјук — Бацање кугле - Алена Собалева — Бацање кладива - Алена Кречик — Бацање кладива - Tatsiana Khaladovich — Бацање копља |  |

## Освајачи медаља

### Злато
- Марина Арзамасава — 800 м

### Бронза
- Алина Талај — 100 м препоне

## Резултати

### Мушкарци
| Атлетичар             | Дисциплина     | Лични рекорд | Квалификације            | Квалификације            | Полуфинале           | Полуфинале           | Финале               | Финале       | Детаљи                                    |
| Атлетичар             | Дисциплина     | Лични рекорд | Резултат                 | Место                    | Резултат             | Место                | Резултат             | Место        | Детаљи                                    |
| --------------------- | -------------- | ------------ | ------------------------ | ------------------------ | -------------------- | -------------------- | -------------------- | ------------ | ----------------------------------------- |
| Александар Линик      | 400 м          | 45,43 НР     | 45,79                    | 7 у гр. 3                | Није се квалификовао | Није се квалификовао | Није се квалификовао | 38/ 44 (45)  |                                           |
| Dzianis Simanovich    | 20 км ходање   | 1:20:42      |                          |                          |                      |                      | 1:23:54              | 23 / 50 (61) | Архивирано на веб-сајту (23. август 2015) |
| Александар Љахович    | 20 км ходање   | 1:21:49      | Дисквалификован 10—15 км | Дисквалификован 10—15 км |                      |                      |                      |              | Архивирано на веб-сајту (23. август 2015) |
| Константин Боричевски | Скок удаљ      | 8,17         | 7,89                     | 6. у гр. А               |                      |                      | Није се пласирао     | 17 / 28 (32) |                                           |
| Иван Тихон            | Бацање кладива | 84,51 НР     | 71,88                    | 11. у гр. Б              | Нису се пласирали    | 21 / 35              |                      |              |                                           |
| Јуриј Шајонов         | Бацање кладива | 80,72        | 72,87                    | 8 у гр. А                | Нису се пласирали    | 18 / 30              |                      |              |                                           |
| Павел Борејша         | Бацање кладива | 77,03        | 71,41                    | 13. у гр. А              | Нису се пласирали    | 25 / 35              |                      |              |                                           |

### Жене
| Атлетичар                 | Дисциплина       | Лични рекорд | Група              | Група              | Полуфинале        | Полуфинале        | Финале                                     | Финале                | Детаљи                                      |
| Атлетичар                 | Дисциплина       | Лични рекорд | Резултат           | Место              | Резултат          | Место             | Резултат                                   | Место                 | Детаљи                                      |
| ------------------------- | ---------------- | ------------ | ------------------ | ------------------ | ----------------- | ----------------- | ------------------------------------------ | --------------------- | ------------------------------------------- |
| Марина Арзамасава         | 800 м            | 1:58,15      | 1:58,69 КВ, ЛРС    | 1. у гр. 1         | 1:57,54 КВ, ЛР    | 2. у гр. 3        | 1:58,03                                    |                       | Архивирано на веб-сајту (29. август 2015)   |
| Алина Талај               | 100 м са препоне | 12,70        | 12,87 КВ           | 3. у гр. 5         | 12,70 кв, ЛР      | 3. у гр. 1        | 12,66 НР                                   |                       | Архивирано на веб-сајту (28. август 2015)   |
| Светлана Куџелич          | 3.000 м препреке | 9:27,95      | Није завршила трку | Није завршила трку |                   |                   | Није се квалификовала                      | Није се квалификовала | Архивирано на веб-сајту (15. децембар 2015) |
| Настасја Мирончик-Иванова | Скок удаљ        | 7,08         | 6,76 КВ            | 4. у гр. Б         | 6,66              | 9 / 31 (34)       |                                            |                       |                                             |
| Волга Сударава            | Скок удаљ        | 6,86         | 6,65               | 6. у гр. А         | Није се пласирала | 13 / 31 (34)      |                                            |                       |                                             |
| Наталија Михневич         | Бацање кугле     | 20,70        | 18,57 КВ           | 3. у гр. Б         | 18,24             | 8 / 24            |                                            |                       |                                             |
| Алиона Дубицка            | Бацање кугле     | 19,03        | 18,51 КВ           | 4. у гр. А         | 18,52             | 6 / 24            |                                            |                       |                                             |
| Јулија Леанцјук           | Бацање кугле     | 19,79        | 17,96 кв           | 6. у гр. Б         | 18,25             | 7 / 24            |                                            |                       |                                             |
| Алена Собалева            | Бацање кладива   | 72,86        | 69,86 кв           | 3 у гр. Б КВ       | 70,09             | 10 / 30 (31)      |                                            |                       |                                             |
| Алена Кречик              | Бацање кладива   | 72,06        | Без пласмана       | Без пласмана       | Није се пласирала | Није се пласирала | Архивирано на веб-сајту (29. октобар 2015) |                       |                                             |
| Tatsiana Khaladovich      | Бацање копља     | 63,61 НР     | 60,07              | 11. у гр. А        | Није се пласирала | '21 / 30          | Архивирано на веб-сајту (31. август 2015)  |                       |                                             |